# Deep in the Motherlode
Deep in the Motherlode (ou Go West Young Man (In the Motherlode)) est une chanson du groupe Genesis sortie en 1978, figurant sur l'album ...And Then There Were Three....
La chanson, dont les paroles sont écrites par Mike Rutherford, raconte l'histoire d'un homme qui se rend dans le Nevada à l'époque de la ruée vers l'or, alors que sa famille lui demande de ramener autant d'or qu'il peut. « Mother lode » est un filon particulièrement riche en minerai. La phrase « Go West, young man » est une référence à une phrase de Horace Greeley qui en 1865 écrivait « Go West, young man, go West and grow up with the country ».
La chanson a été jouée en public uniquement lors des tournées de 1978 et 1980.

## Musiciens
- Phil Collins : chant, chœurs, batterie
- Tony Banks : claviers
- Mike Rutherford : guitare électrique, basse